# Fyziogeneze
Fyziogeneze (z řeckého ϕύσις phýsis ‚příroda‘ a γένεσις genesis ,vznik, počátek, zrod, původ') zkoumá vývoj jedince v závislosti na prostředí.
Poprvé termín (physiogenesis) použil americký geolog a paleontolog Edward Drinker Cope (1840-1897) pro nejvýznamnější příčinu vzniku variací ("cause of variation") v rostlinné říši, která tkví ve fyzikálně-chemických vlastnostech prostředí. Cope se odvolává na starořecké znalosti změn charakteru rostlin zasazených do nové půdy a především na pozorování Darwinova oblíbeného profesora botaniky J. S. Henslowa. Druhou příčinou evoluce byla pro Copeho kinetogeneze (hlavní příčina změn u živočichů).